# Keetia rufivillosa
Keetia rufivillosa là một loài thực vật có hoa trong họ Thiến thảo. Loài này được (Robyns ex Hutch. & Dalziel) Bridson mô tả khoa học đầu tiên năm 1986.